# درایوسور
دریوسور به معنی سوسمار بلوطی است (در یونانی دریو یعنی بلوط و سوروس یعنی سوسمار) که این نام به خاطر شکل مبهم دندانهای بلوطی شکل این جانور بر روی او گذاشته شده‌است. این دایناسور نوعی از دایناسورهای پرنده‌پا می‌باشد که در دوره ژوراسیک پسین زندگی می‌کرد. دریوسور از ایگوانادندان‌ها می‌باشد اما پیشتر گمان می‌رفت که گونه‌ای از هیپسیلوفونت‌ها باشد. سنگوارهٔ این دایناسور در غرب آمریکا و تانزانیا یافت می‌شود. برای اولین بار در اواخر قرن ۱۹ پیدا شده‌است. مشخص شده جایی که فسیل این جانور در تانزانیا یافت شده، یک مکان غنی از نظر وجود فسیل دریوسور می‌باشد. پیشتر این مکان را دیسالوتوسوروس به معنی جنگل گم شده خزندگان می‌نامیدند. یک اکتشاف بزرگ در این مکان باعث یافت شدن مقدار زیادی از فسیل دریوسور که در مراحل گوناگون رشد بودند، گردید.
دریوسور دارای گردنی بلند، پاهای باریک و بلند و دمی سفت و محکم بوده که در واقع سلاح او بودند. همچنین بر روی هر دستش پنج انگشت که کوتاه بودند وجود داشت.۲٫۵ تا ۴٫۵ متر طول و ۱٫۵ متر ارتفاع و ۸۰ تا ۹۰ کیلوگرم وزن داشته‌است. چشم‌هایش بسیار بزرگ وی نشانگر این است که قدرت بینایی بالایی داشته است.
این جانور پوزه‌ای شیپوری و دندان‌های آسیاب داشته‌است و گیاه‌خوار بوده. به اعتقاد دانشمندان ساختار دهان این حیوان باعث می‌شده که غذا در دهان این حیوان هدر نرود. دریوسورها احتمالاً دور همدیگر جمع می‌شدند تا از بچه‌های تازه از تخم درآمده حفاظت بیشتری کنند.

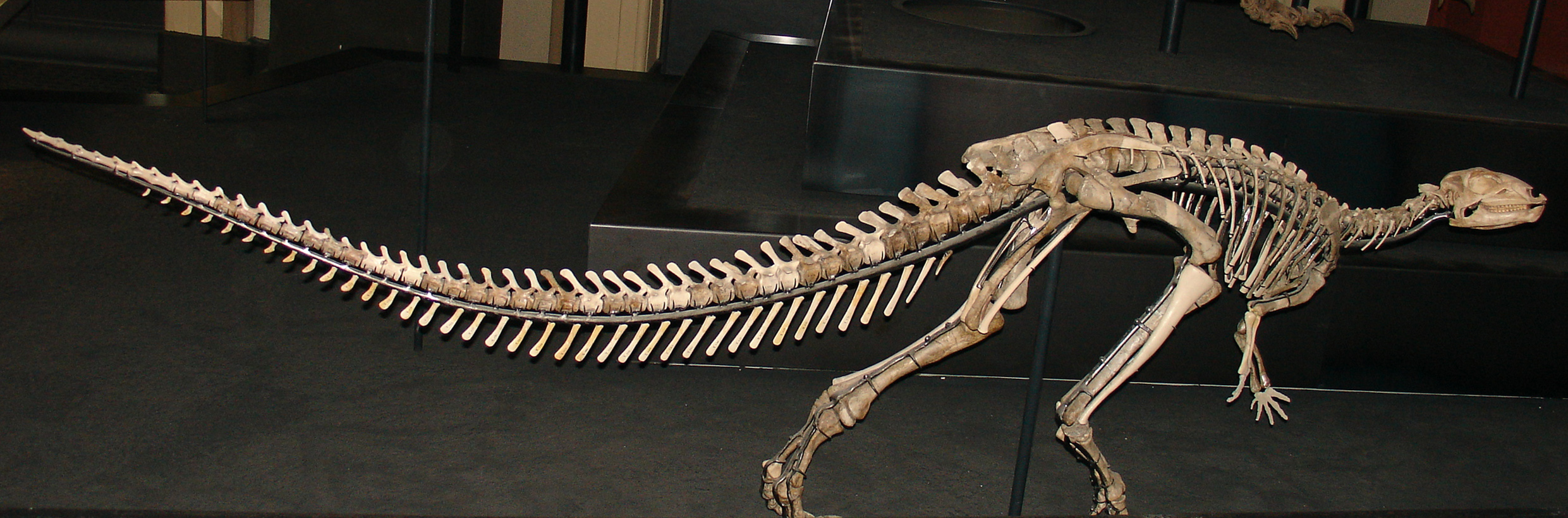
دریوسور در برلین

دریوسور با پاهای قوی و بلندش بسیار سریع و فرز بوده‌است و از دمش برای ایجاد توازن استفاده می‌کرده. احتمالاً در مواجه با دایناسورهای گوشتخوار به سرعتش متکی بوده. هوشش نیز با سنجش اندازه مغزش نسبت به هیکلش در برابر سایر دایناسورها متوسط بوده است.